# 盒子世界
《盒子世界》是一个由浙江博卡思教育软件有限公司运营（系浙江博采传媒有限公司全资子公司）開發製作的儿童虚拟社区網頁遊戲，游戏口号为“盒子世界，我们的世界”，“不可能是不可能的事”等。随后博采传媒将盒子世界运营为以游戏为核心的IP，代表电影作品有昆塔·盒子总动员等。

## 游戏內容

### 简介[2]
在盒子世界中，每一个玩家皆是以一个有弹簧的小盒子的形态存在。
盒子世界选择服务器的主页是一个拥有不同列车形式的选择菜单，玩家选择服务器后，便会被传送至一个月台——中央车站：也就是游戏的主城。主城内有各式各样的火车，可以通往游戏内的其他地图。
在吐哈拉沙漠。玩家可以领取环卫盒帽，火球等物资；在火焰山可以抓黄蜂；在城东码头可以乘坐“哒哒号”前往恐龙岛，“哒哒号”需航行五分钟到达恐龙岛，在此期间会遇到章鱼的袭扰；完成各种挑战后，可以到达顶端“龙嘴”。此外，昆仑山洞中可以进行有趣的修炼；举办各种活动的盒子广场也是众多玩家的聚集地。
游戏内也有很多休闲元素，内含各式各样的小游戏：如取材自方便面的“干巴巴湿地”、克拉妈妈会分配很多任务的“妞妞小庄”、可以通往各个地方的十字路口的“巴拉布城东”、有包子铺，创意工坊，咖啡厅的“巴拉布城西”、有很多娱乐设施的BOX乐园、通往海底各个地方的“马里亚纳”、通往月球各个地方的“花生星球”以及游戏内的商城箱子小店、供玩家之间进行交易的跳蚤市场等。
玩家也有自己的小窝，有邮箱以及蜜蜂的陪伴。

### 开发故事
“盒子世界”IP的构思始于2008年，由李炼、孙彤宇和邹咏凯三位创始人共同发起。创始人之一的李炼作为广告人，注意到儿童市场的高速增长和高品牌忠诚度，并受到迪士尼“企鹅俱乐部”成功的启发，希望为中国儿童打造一个本土化、具有长远影响力的品牌。
三位创始人将“盒子世界”的核心概念定为“世界就像变化的大盒子，孩子就是成长中的小盒子”。这一设计不仅形象直观，也承载了他们希望传递的价值观：孩子们在成长中不断学习和丰富自己，最终要“打开”盒子与他人交流，装进更多新事物。
“盒子世界”首先建立了一个针对6-14岁儿童的虚拟社区。这个社区不仅是一个互动平台，更是一个IP推广的核心基地。它巧妙地平衡了“游戏”与“教育”，让孩子们在趣味任务中完成学习。
虽然社区本身不是直接的盈利目标，但它为后续的品牌拓展提供了强大的用户基础和创意素材。创始人计划通过制作动漫电影来提升品牌影响力，并与大型玩具公司合作开发衍生玩具。其核心商业逻辑是：利用尊重儿童创意的网络社区作为IP推广平台，借影视作品提升品牌知名度，最终通过玩具等衍生品实现商业盈利，从而打造一个综合性的儿童品牌。
三位创始人将自己定位为“陪玩者”，深入了解孩子们的心理和行为，以此来推动“盒子世界”的发展。他们相信，孩子们在社区中的自发创意和互动，能为动漫电影的创作提供源源不断的灵感，使内容更贴近儿童的真实世界。

### 发展
盒子世界自2009年上线以来，很快就拥有了1500万的注册量和每月超400万的独立IP的访问数据。
2009年，盒子世界儿童虚拟社区获得2009年度杭州动漫游戏产业专项重点项目。

### 社会背景[6][7]
在 2008 年至 2010 年间，中国的儿童虚拟社区市场迅速发展，成为互联网的一个“新蓝海”。在此背景下，由淘宝前副总裁孙彤宇的团队为 6-14 岁儿童打造的 SNS 社区 《盒子世界》 于 2009 年 4 月正式上线。该社区集成了操作简单的网页游戏和可爱的画面，旨在为儿童提供一个网络平台。当时市场上已存在 《摩尔庄园》 和 《奥比岛》 等同类产品，并拥有数千万的注册用户。
《盒子世界》的创始人李炼认为，“盒子” 的理念象征着儿童在成长中不断学习和与人交流的过程。社区的设计初衷是为了给孩子们一个“纯净世界”，并尝试解决 “00后” 独生子女在成长过程中可能产生的孤独感。网站通过让孩子们化身为“小盒子”，在虚拟世界中与朋友们互动、完成任务，来促进同龄人之间的沟通。
尽管这些儿童虚拟社区受到了欢迎，但社会上也有观点担忧其内容可能对尚未形成完整人格的儿童产生负面影响。《盒子世界》方面则认为，堵塞儿童接触互联网的渠道是不可行的，正确的做法是利用网页游戏这一工具，引导儿童建立正确的价值观。
为了确保社区内容的健康，《盒子世界》采取了一系列严格的运营措施：
- 账号管理： 账号必须通过父母的邮箱激活，并自动生成一个家长账号和一个孩子账号，以便家长进行监督。

- 内容审查： 网站屏蔽了与网络游戏相关的敏感词汇，并设有后台人工监督。

- 时间限制： 网站的开放时间被限制在每天 6:00 至 24:00。

## 派生作品

### 动画/电影作品
- 昆塔·盒子总动员（2013）
- 昆塔：反转星球（2017）

### 歌曲
- 《不可能是不可能的事》——周华健、苏慧伦

## 外部連結
- 中国大陆官方网站
- 博采传媒官网